# Джованні Баттіста П'яццетта
Джованні Баттіста П'яццетта (італ. Giovanni Battista Piazzetta, 13 лютого 1683 , Венеція— 29 квітня 1754) — італійський художник та гравер Венеційської школи. Майстер пізнього бароко.

## Життєпис
Син скульптора та різьбяра Джакомо П'яццетти. Спочатку навчався у батька. З 1697 року поступив до майстерні Антоніо Молінарі. У 1705–1711 роках — у Джузеппе Креспі в Болоньї.
У 1711 році Джованні Баттіста П'яццетта повернувся до Венеції (того ж року став членом гільдії художників Святого Луки), де продовжував працювати з невеликими перервами. У 1724 році одружується з Розою Мудзіолі.
У 1727 році стає членом академії мистецтв Болоньї. У 1750 році обраний директором венеційської Академії витончених мистецтв. Помер 1754 року у Венеції.

## Творчість

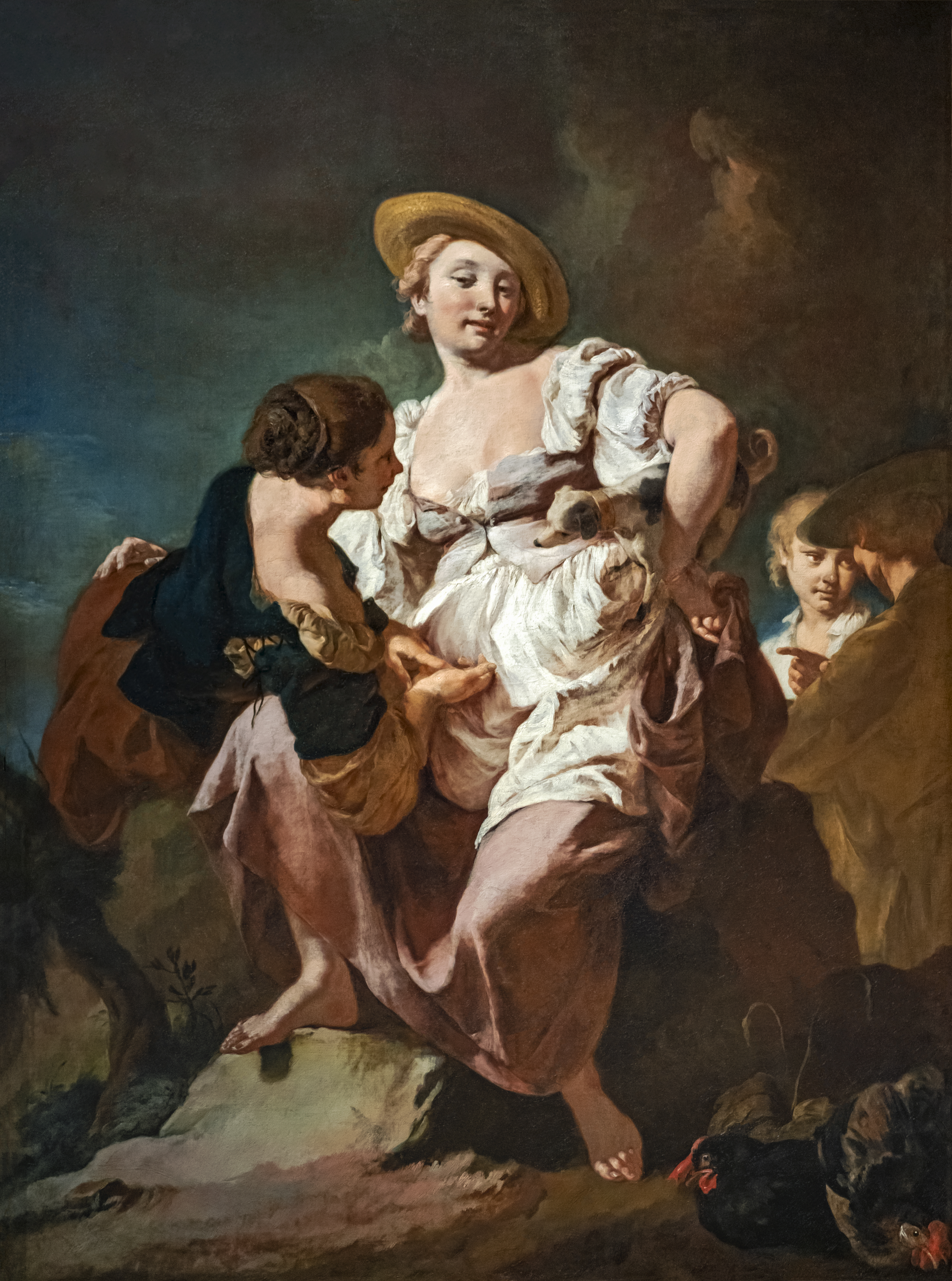
«Ворожка», 1740, Галерея Академії, Венеція

Живопис П'яццетти вирізняється м'якими світлоповітряними ефектами, легкістю золотавої гами з приглушеними червоно-коричневими, зеленими і синьо-сірими відтінками.
У фресках (плафон капели Сан-Доменіко церкви Санті-Джованні е Паоло у Венеції, 1727 рік), вівтарних образах, монументальних жанрових композиціях («Юний прапороносець», бл. 1743 року, Картинна галерея, Дрезден) і станкових малюнках П'яццетти риси пізнього бароко й рококо поєднуються з характерними для венеційської школи XVIII століття сміливими життєвими спостереженнями, декоративна майстерність — з безпосередністю образів.
Картини Джованні Баттіста П'яццетти («Екстаз Святого Франциска», 1729 рік; «Ворожка», 1740 рік, Галерея Академії, Венеція; «Ревекка біля колодязя», 1740-ті роки, Пінакотека Брера, Мілан) відзначені жвавістю композиції, м'якою світлотінню, багатством колориту. П'яццетта виконав серію малюнків до «Визволеного Єрусалиму» Торквато Тассо (видані у 1745 році).
Високо авторитетний серед живописців свого часу, художник виховав плеяду талановитих учнів, вплинув на творчість Джованні Баттісти Тьєполо.